# Gloster F.5/34
Gloster F.5/34 – brytyjski, prototypowy myśliwiec wybudowany w latach 30. XX wieku w wytwórni Gloster Aircraft Company. Pierwszy jednopłatowy myśliwiec tej firmy. Wybudowano dwa egzemplarze samolotu.

## Historia
W 1934 roku brytyjskie Air Ministry wydało specyfikację F.5/34, w której określono warunki techniczne, jakie musi spełniać nowy, jednomiejscowy samolot myśliwski o prędkości 440 km/h na wysokości 4 570 m i uzbrojony w 6 do 8 karabinów maszynowych. W 1935 roku wytwórnia Gloster rozpoczęła prace nad swoim samolotem w oparciu o specyfikację F.5/34. W tym samym okresie na podstawie podobnej specyfikacji F.36/34 (będącej zmodyfikowaną wersją F.5/34) i F.37/34 korygowano charakterystykę techniczną nowo powstających myśliwców Hawker Hurricane i Supermarine Spitfire. W grudniu 1937 roku pierwszy prototyp wzbił się w powietrze, a w marcu 1938 roku drugi. Próby samolotu trwały do maja 1941 roku, niestety pomimo osiągniętych założeń samolot nie wszedł do produkcji seryjnej. Od jesieni 1939 roku w walkach brały już udział maszyny Hurricane i Spitfire. Budowa kolejnego typu myśliwca nie była w tym momencie potrzebna, zwłaszcza że obydwa wymienione samoloty doskonale radziły sobie na froncie. Innym powodem niepodjęcia dalszych prac nad samolotem mógł być fakt, że wytwórnia Gloster należała już wówczas do firmy Hawker Siddeley, producenta Hawker Hurricane, w którego produkcję zaangażowany był również Gloster. Wewnętrzna konkurencja pomiędzy obydwoma samolotami mogła wpłynąć negatywnie na obydwa projekty.

## Konstrukcja
Gloster był jednomiejscowym, wolnonośnym dolnopłatem, napędzanym silnikiem gwiazdowym z trójłopatowym śmigłem. Usterzenie klasyczne, podwozie chowane, główne do wnęk w skrzydłach, kółko ogonowe zamontowane na stałe. Samolot uzbrojony był w 4/8 karabinów maszynowych Browninga kalibru 7,69 mm, zamontowanych w skrzydłach.